# Village United Football Club
Maillots
Le Village United Football Club est un club jamaïcain de football basé à Falmouth.

## Anciens joueurs
- Christopher Dawes